# Mariscal Luzuriaga (tỉnh)
Tỉnh Mariscal Luzuriaga (tiếng Tây Ban Nha: Provincia de Mariscal Luzuriaga) là một tỉnh thuộc vùng Ancash của Peru. Tỉnh Mariscal Luzuriaga có diện tích 731 km², dân số thời điểm theo điều tra dân số ngày 11 tháng 7 năm 1993 là 23151 người. Tỉnh lỵ đóng ở Piscobamba.